# Пиццо
Пиццо (итал. Pizzo) — коммуна в Италии, располагается в регионе Калабрия, подчиняется административному центру Вибо-Валентия.
Население составляет 8608 человек, плотность населения составляет 391 чел./км². Занимает площадь 22 км². Почтовый индекс — 89812. Телефонный код — 0963.
Покровителем коммуны почитается святой Георгий, празднование 23 апреля.
Главной достопримечательностью Пиццо является арагонский замок — Кастелло ди Пиццо (ит.). Построенный во второй половине XV века по приказу неаполитанского короля Фердинанда Арагонского, замок входил в цепь береговых укреплений, предназначенных для защиты побережья от набегов сарацинских пиратов. В октябре 1815 года к берегам Пиццо прибило корабль, на котором находился Иоахим Мюрат. Свергнутый неаполитанский монарх предпринял авантюрную экспедицию, отправившись с Корсики на юг Италии в надежде на то, что будет поддержан широкими массами своих бывших подданных и вернёт себе титул неаполитанского короля. Экспедиция не задалась изначально, шторм разбросал небольшой флот Мюрата, в момент высадки у Пиццо в его распоряжении осталось лишь два судна из шести. Высадившись на берег в полной парадной форме в сопровождении трёх десятков солдат, Мюрат не встретил ожидаемой поддержки от местных жителей, был схвачен жандармами и помещён со своим отрядом в камеры замка Пиццо. 13 октября в замке было проведено судебное заседание и в тот же день Мюрат был расстрелян.